# Гей, славяне!
«Гей, славяне!» — славянская патриотическая песня (гимн).

## История
Первоначально текст гимна был написан Самуэлом Томашиком в 1834 году под названием «Гей, словаки!» (словац. Hej, Slováci!) и с тех пор начал использоваться как гимн панславянского движения. Позднее она была гимном чешского Сокольского молодёжного спортивного и политического движения, в качестве гимна Первой Словацкой республики (1939—1945), Социалистической Федеративной Республики Югославия в 1945—1992, Союзной Республики Югославии в 1992—2003 и Союза Сербии и Черногории в 2003—2006. Песня также считается вторым, неофициальным гимном словаков. Её мелодия основана на Марше Домбровского, который является про-Наполеоновской реакцией на разделы Польши и гимном Польши с 1926 года, но он имеет большие различия в исполнении.
С XIX века известны несколько вариантов русского текста: песня в переводе Николая Берга начинается со слов: «Гей, славяне, гей, славяне! / Будет вам свобода, / Если только ваше сердце / Бьётся для народа…», а Дмитрий Агренев-Славянский исполнял текст: «Гей, славяне! ещё наша / Речь свободно льётся, / Пока наше верно сердце / За народ свой бьётся…».

## Версии разных славянских языков

### Белорусский
Гэй, славяне (кириллица)
Гэй, славяне, ў нашым сэрцы

Дзядоў нашых словы,

Пакуль яно ў грудзях б’ецца

За народ з любоўю.

Жыве, жыве дух славянскі,

Хай жыве вякамі.

Нам дарэмна з пекла грозіць

Д’ябал кайданамі.

Хай ушчэнт разаб’юцца муры,

Мора разальецца,

Хай вакол усё валіць бура,

Зямля хай трасецца.

Родны край наш мы ніколі

У бядзе не кінем.

Здраднік сваёй бацькаўшчыны

Ў пекле хай загіне.

### Болгарский
Хей, славяни
Хей, славяни, ще живее

наш’та реч звънлива!

Ще живее, докогато

има хора живи.

Ще живее и пребъде

и духът славянски,

който разгромява твърдо

ордите тирански.

Тази реч е наша слава

и победно знаме.

Който нея изостави,

той ни е душманин.

Нека стръвно ни напада

мракът с тъмни орди,

с нас е слънчевата правда

и затуй сме горди|

Нека страшна буря вие

над главите наши.

Нека гърмове ни бият,

няма да се плашим!

Ние бдим на вечна стража

като планините

и готови сме да смажем

всеки похитител!

### Боснийский
Hej Slaveni, jošte živi

riječ naših djedova

Dok za narod srce bije,

njihovih sinova

Živi, živi duh slavenski,

živjeće vjekovma

Zalud prijeti ponor pakla,

zalud vatra groma

Nek se sada i nad nama

burom sve raznese

Stijena puca, dub se lama,

zemlja nek se trese

Mi stojimo postojano

kano klisurine

Proklet bio izdajica

svoje domovine!

### Македонский
Еј, Словени, жив е тука

Зборот свет на родот,

Штом за народ срце чука

Преку син во внукот!

Жив е вечно, жив е духот

Словенски во слога.

Не нѐ плашат адски бездни

Ниту громов оган!

Пустошејќи, нека бура

И над нас cè втурне.

Пука даб и карпа сура,

Тлото ќе се урне!

Стоиме на стамен-прагот

— клисури и бедем.

Проклет да е тој што предал

Родина на врагот!

### Польский
Hej Słowianie
Hej Słowianie, jeszcze nasza

Słowian mowa żyje,

Póki nasze wierne serce

Za nasz naród bije.

Żyje, żyje duch słowiański,

I żyć będzie wiecznie,

Gromy, piekło — złości waszej

Ujdziem my bezpiecznie!

Dar języka zwierzył nam Bóg,

Bóg nasz gromowładny.

Nie śmie go nam tedy wyrwać

Na świecie człek żadny.

Ilu ludzi, tylu wrogów,

Możem mieć na świecie,

Bóg jest z nami, kto nam wrogiem,

Tego Piorun zmiecie!

I niechaj się ponad nami

Groźna burza wzniesie,

Skała pęka, dąb się łamie,

Ziemia niech się trzęsie.

My stoimy stale, pewnie,

Jako mury grodu.

Czarna ziemio, pochłoń tego,

Kto zdrajcą narodu!

### Русинский
Гий Славляне
Гий Славляне, ищи жиє

Дух нашых дїдôв !

Кой за нарôд сирцё биє

Йих вірных сынôв !

Живи, живи дух Славляньскый

Живи лем вікамы !

Нам нестрашны бездны адьскы

Прокляты бісамы !

Нич ся трафит кідь над намы

Ся буря рознесе,

Стїна пукне, дуб ся зломит

Зимля ся розтресе

Стойиме сьме, постояны

Гикой йсї скалины !

Проклят буде, уддаватиль

Своєй утцюзнины !

### Русский
Гей, славяне (пер. Н. Берга)
Гей, славяне, гей, славяне!

Будет вам свобода,

Если только ваше сердце

Бьётся для народа.

Гром и ад! Что ваша злоба,

Что все ваши ковы,

Коли жив наш дух славянский!

Коль мы в бой готовы!

Дал нам Бог язык особый —

Враг то разумеет:

Языка у нас вовеки

Вырвать не посмеет.

Пусть нечистой силы будет

Более сторицей!

Бог за нас и нас покроет

Мощною десницей.

Пусть играет ветер, буря,

С неба грозы сводит,

Треснет дуб, земля под ними

Ходенём заходит!

Устоим одни мы крепко,

Что градские стены,

Проклят будь, кто в это время

Мыслит про измены!
Гей, славяне
Гей, славяне! Ещё наша речь свободно льётся,

Пока наше верно сердце за народ свой бьётся!

Жив он, жив он, дух славянский, будет жить вовеки.

Гром и пекло — всё напрасно против нашей мести!

Языка дар дал Бог наш;

Он владеет громом.

Кто же вырвет Божий дар, тот

Перед смертью с гробом.

Если люди всего света

Станут перед нами,

Нам не страшно: с нами Бог наш!

Отразим штыками!

Если даже вдруг над нами

Грозна буря взвьётся,

Скала треснет, дуб где сломит.

Земля распадётся...

Мы стоим всё так же твёрдо,

Как градские стены.

Мать-Земля того поглотит,

Кто отступит робко...

### Сербoхорватский
Hej Slaveni (латиница)
Hej Slaveni/Sloveni, jošte živi

Duh/R(ij)eč naših d(j)edova,

Dok za narod srce bije

Njihovih sinova.

Živi, živi duh slavenski/slovenski

Žive(t)će v(j)ekov’ma

Zalud pr(ij)eti ponor pakla

Zalud vatra groma.

Nek se sada i nad nama

Burom sve raznese

St(ij)ena puca, dub se lama,

Zemlja nek se trese.

Mi stojimo postojano

Kano klisurine

Proklet bio izdajica

Svoje domovine!
Хеј Словени (кириллица)
Хеј Словени/Славени, јоште живи

Дух/Р(иј)еч наших д(ј)едова

Док за народ срце бије

Њихових синова.

Живи, живи дух словенски/славенски

Живе(т)ће в(ј)еков’ма

Залуд пр(иј)ети понор пакла,

Залуд ватра грома.

Нек' се сада и над нама

Буром све разнесе

Ст(иј)ена пуца, дуб се лама,

Земља нек' се тресе.

Ми стојимо постојано

Кано клисурине,

Проклет био издајица

Своје домовине!

### Сербский
Аналогичен сербохорватской версии.

### Словацкий
Hej, Slováci
Hej, Slováci, ešte naša

Slovenská reč žije,

Dokiaľ naše verné srdce

Za náš národ bije.

Žije, žije, duch slovenský, 

Bude žiť na veky,

Hrom a peklo, márne vaše

Proti nám sú vzteky!

I nechže sa aj nad nami

Hrozná búra vznesie,

Skala puká, dub sa láme

A zem nech sa trasie;

My stojíme stále pevne,

Ako múry hradné

Čierna zem pohltí toho, 

Kto odstúpi zradne!

Jazyka dar sveril nám Boh,

Boh náš hromovládny,

Nesmie nám ho teda vyrvať

Na tom svete žiadny;

I nechže je koľko ľudí,

Toľko čertov v svete;

Boh je s nami: kto proti nám,

Toho parom zmetie.

### Словенский
Hej Slovani
Hej Slovani, naša reč

Slovanska živo klije

Dokler naše verno srce

Za naš narod bije.

Živi, živi, duh slovanski,

Bodi živ na veke,

Grom in peklo, prazne vaše

Proti nam so steke.

Naj tedaj nad nami

Strašna burja se le znese,

Skala poka, dob se lomi,

Zemlja naj se strese.

Bratje, mi stojimo trdno

Kakor zidi grada,

Črna zemlja naj pogrezne

Tega, kdor odpada.
Hej Slovani (до-югославская версия)
Hej Slovani, naša reč

Slovanska živo klije,

Dokler naše verno srce

Za naš narod bije.

Živi, živi, duh slovanski, 

Bodi živ na veke!

Grom in peklo, prazne vaše,

Proti nam so steke.

Bog pa gromo-vladni nam

Podal je dar jezika,

Da pa nihče na tem svetu,

Nič nam ne podtika,

Bo naj kolikor ljudi, tolikanj

Čertov na sveti, 

Bog je z nami, kdor prot' nam, ga

Če Belin podreti.

Naj tedaj nad nami

Strašna burja naj se znese,

Skala poka, dob se lomi,

Zemlja naj se trese.

Bratje! Mi stojimo trdno,

Kakor zidi grada;

Črna zemlja naj pogrezne 

Tega kdor odpada!

### Украинский
Гей, слов’яни
Гей, слов’яни, наше слово

Піснею лунає

І не стихне, доки серце

За народ страждає

Дух слов’янський живе вічно

В нас він не погасне

Злої сили біснування

Проти нас завчасне

Наше слово дав Господь нам

На те Його воля

Хто примусить пісню нашу

Змовкнути у полі?

Проти нас хоч світ повстане

Але нам те марно

З нами Бог наш, хто не з нами-

Згине той безславно.

### Хорватский
Югославская версия аналогична сербохорватской (с наличием диалектных особенностей хорватского языка).
Oj Slaveni (партизанская версия)
Oj Slaveni, zemlja tutnji  s Volge do Triglava;

istim glasom huče Visla,  Jadran, Timok, Sava.

Živi, živi duh slavenski,  živjet ćeš vjekovma; 

zalud ponor prijeti pakla,  zalud vatra groma!

Gromko kliče drug nam Staljin  iz ruskih nizina,

odzivlje se drug mu Tito  s bosanskih planina:

Mi stojimo postojano  kano klisurine,

proklet bio izdajica  svoje domovine!

Za slobodu na braniku  uvijek ćemo biti,

naše zemlje neće nikad  dušman pokoriti.

Makar na nas navalile  cijelog svijeta čete,

mi smo složni, tko prot nama,  s njime hajd pod pete!

### Черногорский
Аналогична сербоховатской (с наличием диалектных особенностей черногорского языка).

### Чешский
Hej Slované
Hej Slované, ještě naše

Slovanská řeč žije,

Pokud naše věrné srdce

Pro náš národ bije.

Žije, žije duch slovanský, 

Bude žít na věky.

Hrom a peklo, marné vaše,

Proti nám jsou vzteky.

Jazyka dar svěřil nám Bůh,

Bůh náš hromovládný.

Nesmí nám ho tedy vyrvat

Na tom světě žádný.

I nechať je tolik lidí,

Kolik čertů v světě.

Bůh je s námi, kdo proti nám,

Toho Perun smete.

I nechať se též nad námi,

Hrozná bouře vznese.

Skála puká, dub se láme.

Země ať se třese !

My stojíme stále pevně,

Jako stěny hradné.

Černá zem pohltí toho, 

Kdo odstoupí zrádně …